# Biglen
Biglen là một đô thị ở huyện Konolfingen ở bang Bern ở Thụy Sĩ. Đô thị này có diện tích 3,59 km², dân số tháng 12 năm 2018 là 1811 người.